# 浙江省嘉兴市第一中学
浙江省嘉兴市第一中学是浙江省嘉兴市的一所省一级重点中学，简称嘉兴一中或嘉中。现任校长是张益民。

## 历史沿革
- 1902年（清光绪28年）建立嘉兴府学堂。
- 辛亥革命后，改称浙江省立第二中学。
- 抗战时期，更名为浙江省立嘉兴中学。
- 嘉兴日占后，于1937（民国26年）年11月迁至丽水碧湖，并入浙西第一临时中学（浙西一中）。
- 1946（民国35年）年迁回嘉兴，恢复省立嘉兴中学。
- 1954年起更名为浙江省嘉兴第一中学，校址位于嘉兴市环城南路范蠡湖畔（今嘉兴市第三中学校址）。
- 1981年更名为浙江省嘉兴市第一中学。
- 2002年百年校庆之际，学校迁入嘉兴市区东南的新校园。

## 历任校长及任期
钱骏祥 1902.12-1906.4
陈酂 1906.5-1906.12
韩澄 1907.1-1907.5
谭日森 1907.7-1909.12
范古农 1910.1-1910.5
方于笥 1910.7-1911.11
陈宜慈 1911.11-1912.3
计宗型 1912.5-1924.12
徐文藻 1925.1-1927.1
张柱中 1927.3-1927.7
蒋起龙 1927.7-1931.7
张印通 1931.8-1939.7；1946.8-1951.3
陈彬 1953.9-1978.3（第一副校长）
杨伯康 1978.4-1979.11
张陶然 1981.4-1984.6
阮望兴 1984.7-1993.7
吴颖生 1993.8-2008.6
孙国虎 2008.6-2017.9
卢明   2017.9---

## 师资情况
学校现有教职员工183人，其中特级教师2人，省名师培养人选3人，省教坛新秀4人，“省中小学骨干教师高级访问学者项目”培养对象2人，嘉兴市第四批专业技术培养人选5人，嘉兴市名校长1人，嘉兴市名教师5人，嘉兴市学科带头人11人、市属级学科带头人26人。高级教师73人，一级教师85人。现有48个高中班，2423名学生。

## 学校荣誉
- 1981年被确定为浙江省首批办好的十八所重点中学之一；
- 1995年被认定为省一级重点中学；
- 1997年被认为省首批文明示范学校；
- 2000年被授予浙江省文明单位称号。

## 知名校友
中华人民共和国国务院副总理黄菊；辛亥革命时期著名人士范古农、褚辅成；文史界知名学者钱玄同、朱希祖；教育家张印通；著名作家沈雁冰(茅盾)、郁达夫、查良镛(金庸)；著名书画家陆维钊；中国科学院院士汪胡桢、张钟俊、丁舜年、陶诗言、程裕琪、屠守锷；中国工程院院士屠善澄、吴祖垲、吴澄、沈世钊、潘君骅；以及当代数据科学家袁旻迪、地球物理学家胡晓帆，和船舶高级工程师陶然；著名主持人董卿。